# Zubr (Biélorussie)
Pour l’article homonyme, voir Zubr.
Zubr (en biélorusse : ЗУБР) est une organisation de droits civiques, proche des idées occidentales[C'est-à-dire ?], qui a été créée en 2001 dans le but de renverser le régime du président Alexandre Loukachenko. Inspirée du mouvement Otpor et des idées de Gene Sharp, elle a eu une reconnaissance internationale quand en 2005, Condoleezza Rice, secrétaire d'État du gouvernement de George W. Bush, rencontra ses leaders en Lituanie. L'organisation a atteint 5 000 militants, 1 000 bénévoles et un réseau de coordinateurs dans 152 villes.
Le Fonds de l'éducation européenne — un organisme polonais — a pris contact avec l'organisation Canvas en 2002 afin de former les militants de Zubr
Un certain nombre de militants de la révolution en jean furent interpelés durant les élections (Pavel Modjaro, Alexandre Morozov, Aleh Miatsélitsa et Pavel Ioukhnévitch, etc.) qui donnèrent en 2006 Loukachenko gagnant à une large majorité. Zubr cessa alors son existence dans ce pays.
Par la suite, quelques activistes émigrèrent en Pologne pour y créer une nouvelle formation.
Zubr signifie bison en référence au dernier peuplement de bison d'Europe qui ne survivent plus que dans une forêt entre la Pologne et la Biélorussie. 